# Туреччина на зимових Олімпійських іграх 1948
Туреччина брала участь у Зимових Олімпійських іграх 1948 року в Санкт-Моріці (Швейцарія) вдруге за свою історію, але не завоювала жодної медалі. Країну представляло 4 спортсмени, які виступили у змаганнях з гірськолижного спорту.